# マクドナルド・ムカンシ
マクドナルド・ムカンシ（MacDonald Mukansi、1975年12月5日 - ）は、南アフリカの元サッカー選手。元南アフリカ代表。ポジションはフォワード。

## 来歴
1999年に南アフリカ代表デビュー。2000年以降出場機会は無かったが、2002年に代表復帰、2002 FIFAワールドカップにも出場した。南アフリカ代表で8試合に出場した。

## 代表歴

### 出場大会
- 南アフリカ代表
  - 2002 FIFAワールドカップ

### 試合数
- 国際Aマッチ 8試合 0得点（1999年-2002年）[1]

| 南アフリカ代表 | 国際Aマッチ | 国際Aマッチ |
| 年             | 出場        | 得点        |
| -------------- | ----------- | ----------- |
| 1999           | 4           | 0           |
| 2000           | 0           | 0           |
| 2001           | 0           | 0           |
| 2002           | 4           | 0           |
| 通算           | 8           | 0           |